# Zamek Książęcy w Lwówku Śląskim
Zamek Książęcy w Lwówku Śląskim – średniowieczna budowla o charakterze obronnym w Lwówku Śląskim, niezachowana do czasów współczesnych. W miejscu zamku książęcego stoi obecnie Browar Lwówek. Jedyne pozostałości po zamku piastowskim to kamienne fundamenty w piwnicach lwóweckiego browaru.
W prawobrzeżnej część Lwówka Śląskiego – Płakowicach – znajduje się drugi zamek z okresu renesansu.

## Historia
Zamek powstał na początku XIII wieku jako miejska siedziba książęca. Była to kamienno-drewniana rezydencja z murowana wieżą obronno-mieszkalną. Zamek ulokowany był na południowy zachód od miasta, ale został włączony w obręb jego fortyfikacji. Prawdopodobnie od samego miasta założenie było oddzielone wałem z palisadą i fosą. Fundatorem zamku mógł być Henryk Brodaty. Z czasem nastąpiła rozbudowa rezydencji. W 1261 roku zamek posiadał już kamienną wieżę oraz dwie bramy: północną od strony miasta i południową od zewnątrz. W drugiej połowie XIII wieku zamek należał do księcia lwóweckiego Bernarda Zwinnego. Na zamku często przebywali książęta świdnicko-jaworscy, między innymi Bolko I. Zniszczony w czasie pożaru 1381 roku, który strawił budynek mieszkalny, kaplice i inne budynki. Zamek decyzją z 1385 roku odbudowany został osiem lat po pożarze (w 1389 roku) i od tego czasu trafił jako lenno w ręce Raussehndorfa aż do 1424 roku. Po nim właścicielem został rycerz Kunz z Niemczy, a następnie jego spadkobierca Konrad, który dobra zamkowe podarował swej córce, mniszce z klasztoru w Lubomierzu. W 1444 roku pełnomocnik klasztoru sprzedał rezydencję i wszystkie uprawnienia stały się własnością rady miejskiej Lwówka Śląskiego. Zamek po raz kolejny strawił pożar 1472 roku. W 1475 roku za zgodą ówczesnego króla Macieja Korwina – formalnego właściciela zamku książęcego w Lwówku Śląskim, zamek został zniesiony, a rada miejska wydała nakaz jego rozbiórki, natomiast władze miasta zostały zobligowane do wybudowania Szpitala św. Macieja i Kościoła św. Macieja (obecnie nie istnieją, do wojny trzydziestoletniej znajdowały się za murami miejskimi, na Złotoryjskim Przedmieściu, przy Baszcie Bramy Złotoryjskiej, w miejscu obecnej siedziby Poczty Polskiej w Lwówku Śląskim). W 1478 roku kamienie z zamkowego pogorzeliska wykorzystano do budowy Kościoła św. Macieja. Tego samego roku na placu zamkowym nie pozostały już żadne gruzy. Obecnie po zamku nie ma praktycznie żadnego śladu. Plac, który w trzecim ćwierćwieczu XV wieku przejęła rada miejska, wykorzystano do budowy szkoły i browaru, dla wzniesienia którego miano wykorzystać zamkowe piwnice. Dodatkowym atutem ulokowania browaru w tym miejscu był fakt, iż od XV wieku, obok zamku, stała słodownia.

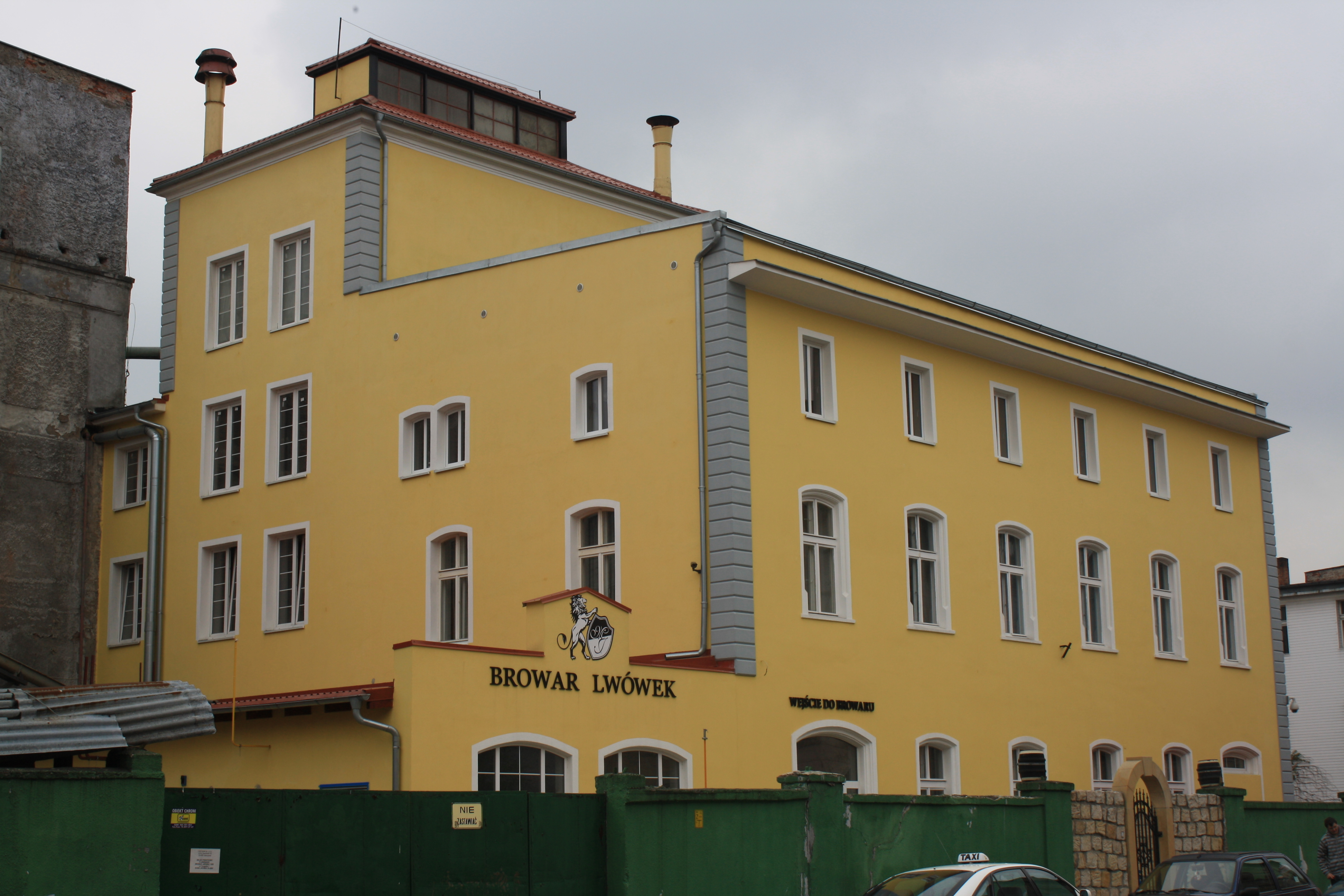
Browar Lwówek

Współcześnie w miejscu zamku znajduje się Browar Lwówek, a nieopodal wielokrotnie przebudowywana, obecnie nieczynna słodownia.